# Trio à cordes de Françaix
Pour les articles homonymes, voir Trio à cordes (homonymie).
Le Trio à cordes est une œuvre de musique de chambre de Jean Françaix composée en 1933.

## Présentation
Le Trio à cordes pour violon, alto et violoncelle de Jean Françaix est un trio à cordes composé en 1933. Page de jeunesse, l'œuvre, dédiée au Trio Pasquier (constitué de Jean, Pierre et Étienne Pasquier), est créée par les dédicataires le 15 juin 1934,. 
Pour le musicologue François-René Tranchefort, la partition est « d'une inspiration enjouée, primesautière ». 
L'œuvre, d'une durée moyenne d'exécution de douze minutes environ, est en quatre mouvements : 
1. Allegretto vivo, à 
, « rythmique et dansant[1] » ;
2. Scherzo. Vivo, à 
, scherzo « subtil en ses jeux harmoniques et ses effets de pizzicato virtuoses[1] » ;
3. Andante, à , « d'une atmosphère tendre et transparente, avec les trois instruments con sordino[1] » :
4. Rondo. Vivo, à 
, finale, à l'instar du premier mouvement, « rythmique et dansant[1] ».

La partition est publiée par les éditions Schott.

## Discographie sélective
- Françaix: Chamber Music, Caroline Strumphler (violon), Ken Hakii (alto) et Daniël Esser (violoncelle), Brilliant Classics 96341, 2021.